# ليو برايتهاوبت
ليو برايتهاوبت (بالإنجليزية: Leo Breithaupt)‏ هو مهندس أمريكي، ولد في 9 يوليو 1914 في لوس أنجلوس في الولايات المتحدة، وتوفي في 17 فبراير 1984.